# 훙산구 (츠펑시)

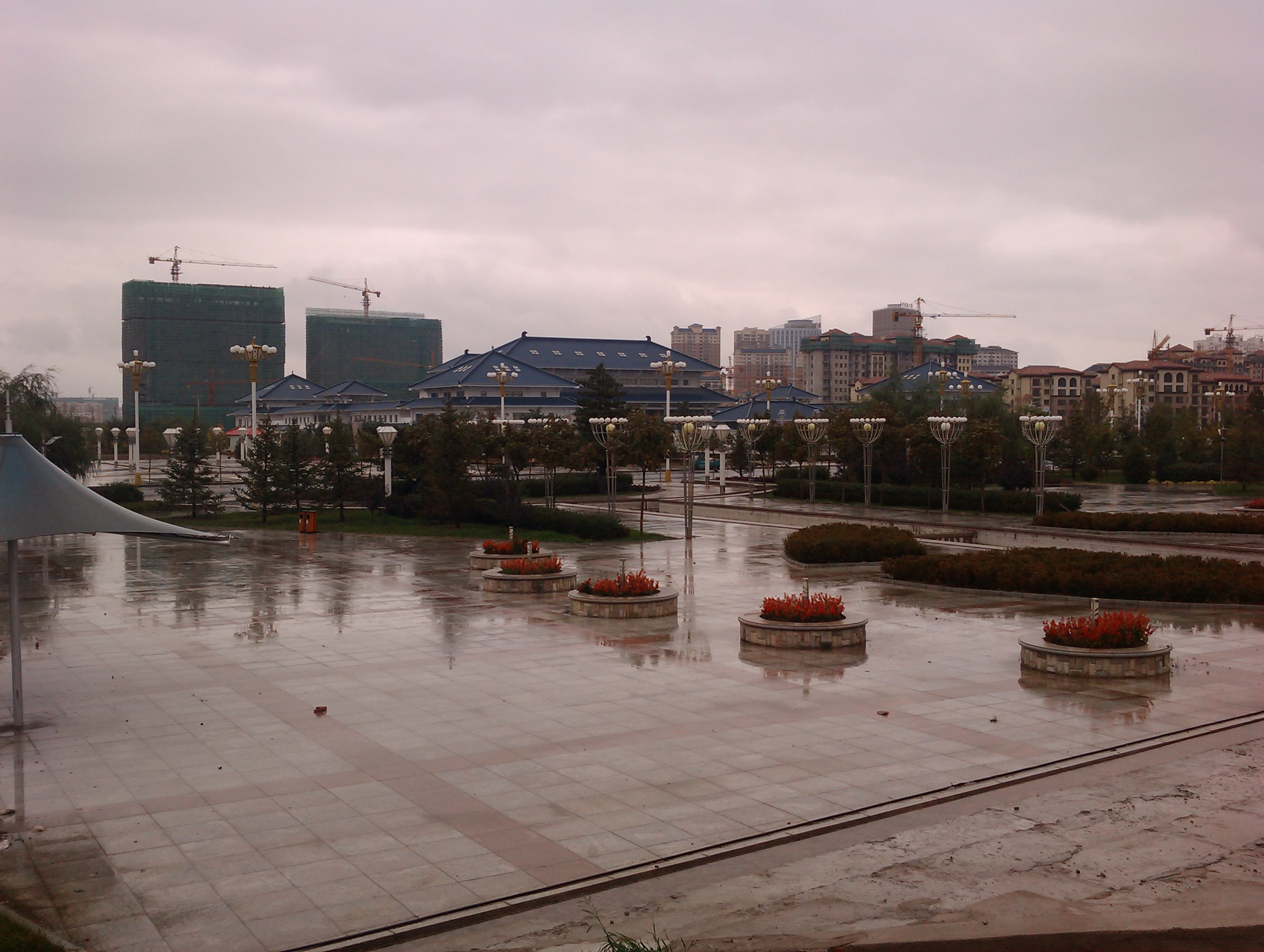

훙산구(한국어: 홍산구, 중국어: 红山区, 병음: Hóngshān Qū)는 내몽골 자치구 츠펑 시의 현급 행정구역이다. 넓이는 170km2이고, 인구는 2007년 기준으로 350,000명이다.

## 기후
연평균 기온은 7.6°C이고 연평균 강수량은 407mm이다.

## 행정 구역
9개 가도, 2개 진을 관할한다.
- 가도: 西屯街道, 三中街街道, 永巨街道, 东城街道, 南新街街道, 站前街道, 铁南街道, 长青街道, 哈达街道.
- 진: 红庙子镇, 文钟镇.